# Força Expedicionária Britânica

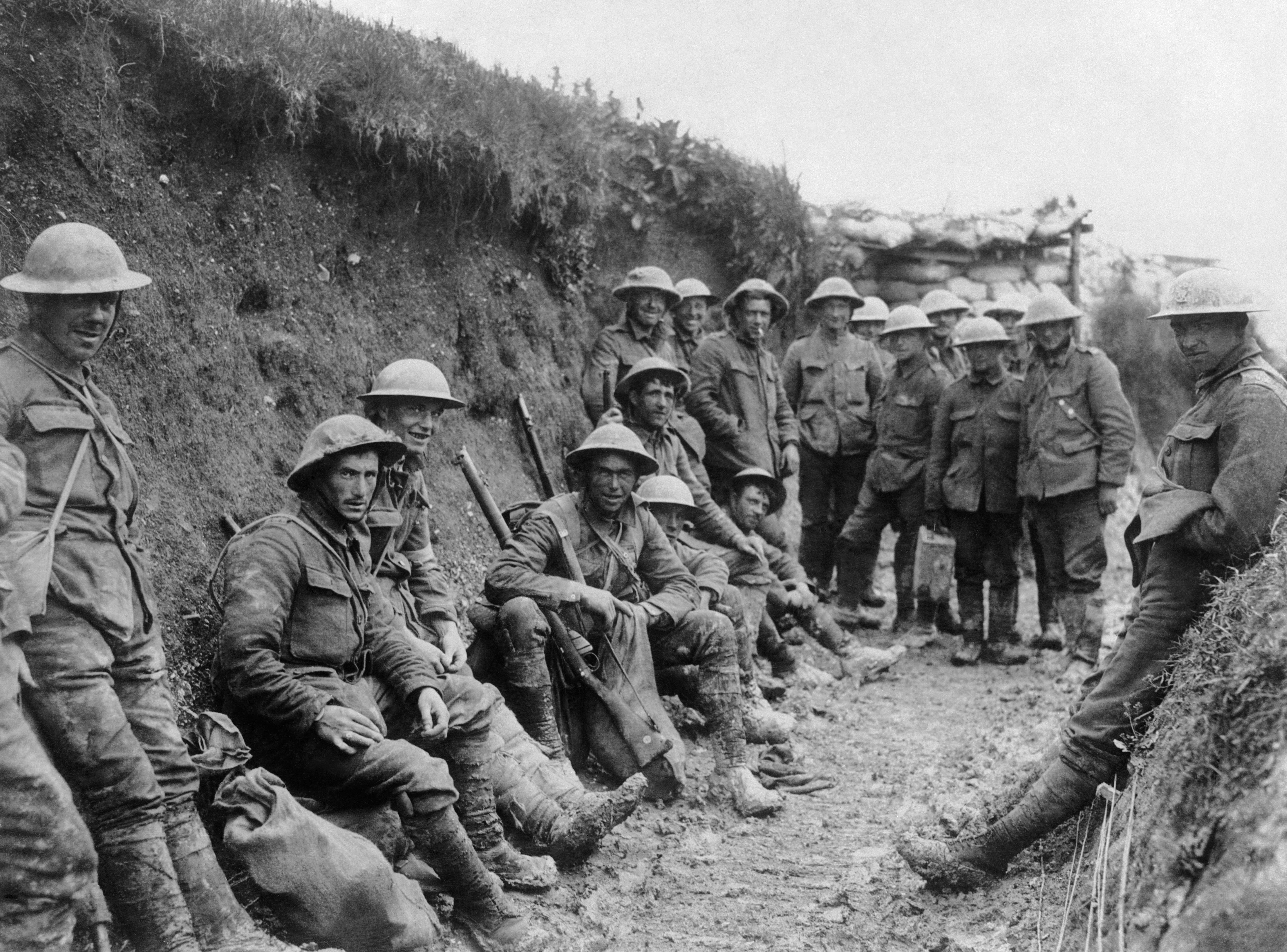
Tropas da BEF durante a Batalha do Somme, em 1916.

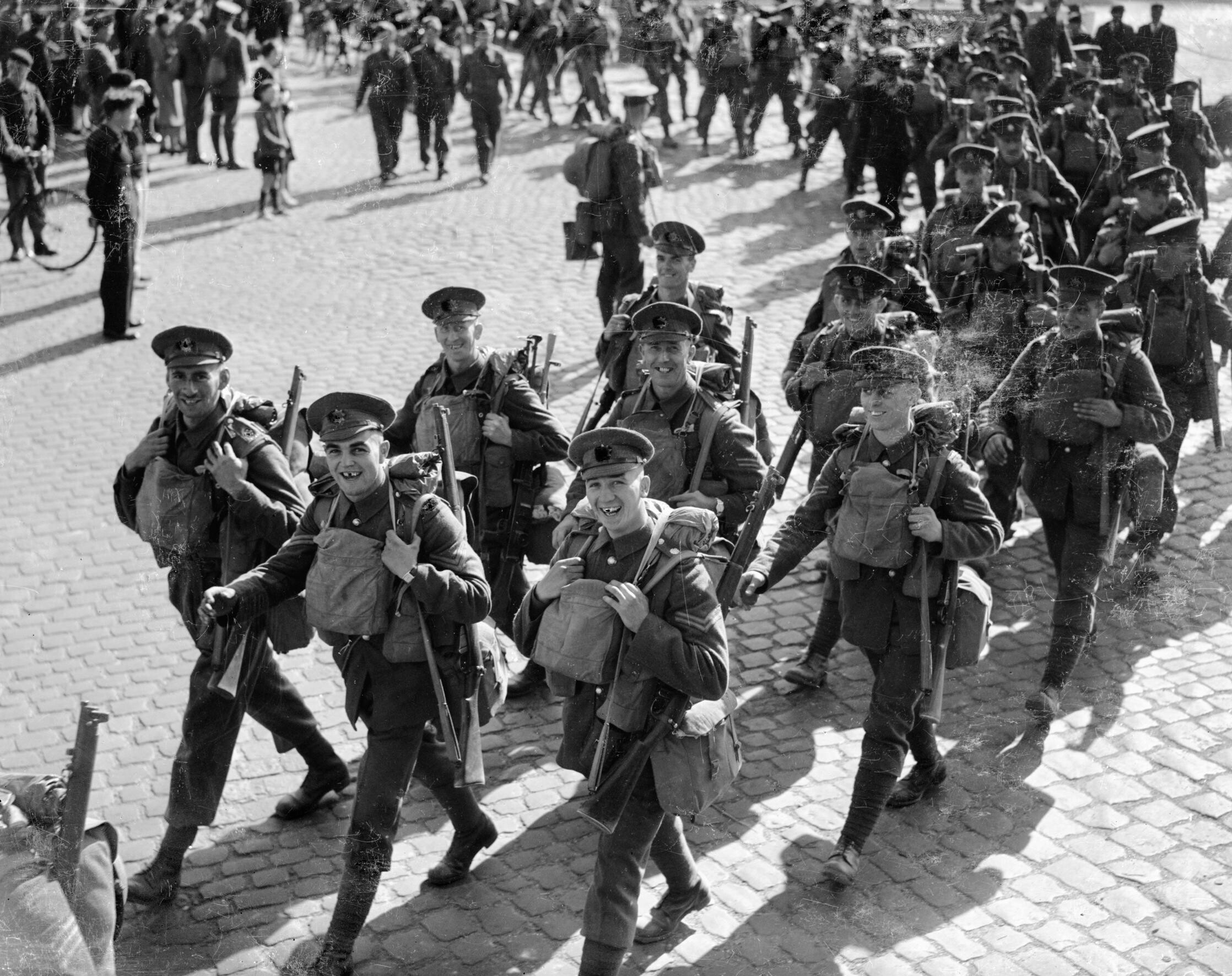
Soldados da BEF na França, em 1940.

Força Expedicionária Britânica, abreviadamente BEF (do inglês: British Expeditionary Force) é o exército britânico enviado à França e à Bélgica para combater na Primeira Guerra Mundial. O mesmo nome foi dado às forças britânicas que lutaram na Europa durante a Segunda Guerra Mundial.
A BEF foi criada e estruturada pelo governo britânico no começo do século XX, após a Segunda Guerra dos Bôeres, para o caso de o Reino Unido precisar enviar rapidamente uma força armada para combater fora das Ilhas Britânicas.[carece de fontes?]
Inicialmente formada por voluntários bem treinados e equipados desde antes da Primeira Guerra Mundial, a falta de pessoal e a intensificação da guerra forçou a convocação de conscritos, o que fez com que a qualidade imediata geral das tropas caísse. Porém, em 1918, no final da guerra, já era novamente uma das melhores tropas dentre os Aliados. Inicialmente composta por 250 mil homens, em 1914, ao final de 1918 já tinha ao menos 2 milhões de soldados em armas.
Remobilizada na Segunda Guerra Mundial, contou com treze divisões. Em 1940, numerava mais de 316 000 homens, bem preparados e equipados. Após ser evacuada da Europa continental durante a Operação Dínamo, a BEF foi dissolvida e suas divisões foram reorganizadas dentro do exército britânico.